# Паруцаро
Паруца̀ро (на италиански: Paruzzaro; на пиемонтски: Parscé, Парше, на местен диалект: Parscée, Паршее) е село и община в Северна Италия, провинция Новара, регион Пиемонт. Разположено е на 334 m надморска височина. Населението на общината е 2173 души (към 2014 г.).